# Reckingen-Gluringen
Reckingen-Gluringen var en tidigare kommun i distriktet Goms i kantonen Valais, Schweiz. Kommunen bildades den 1 oktober 2004 genom sammanslagningen av de dåvarande kommunerna Gluringen och Reckingen. Reckingen-Gluringen slogs den 1 januari 2017 samman med kommunerna Blitzingen, Grafschaft, Münster-Geschinen och Niederwald till den nya kommunen Goms.